# Alain Goriely
Alain Goriely est un mathématicien belge. En 2021, il est titulaire de la chaire  de modélisation mathématique à l'Université d'Oxford. Il est directeur de l'Oxford Center for Industrial Mathematics (OCIAM), de l'International Brain and Mechanics Lab (IBMTL)  et professeur au St Catherine's College à Oxford. Il est également directeur des relations extérieures et de l'engagement du public au département mathématiques de l'université d'Oxford, initiant la série de conférences publiques Oxford Mathematics.

## Biographie
Né et élevé à Bruxelles, il a obtenu un Bachelor of science en 1989 et un doctorat en 1994 de l'Université Libre de Bruxelles où il devient maître de conférences au département de mathématiques. Peu de temps après, il déménage à l'Université de l'Arizona pour occuper les postes d'associé de recherche (1994-1997), de professeur adjoint (1998-2002), de professeur agrégé (2002-2007) et de professeur (2007-2010). À Tucson, il a également été directeur par intérim du programme de mathématiques appliquées en 2006-2007 et 2007-2008. En 2010, il déménage à Oxford pour occuper la première chaire de modélisation mathématique et pour devenir directeur du Oxford Centre for Collaborative Applied Mathematics (OCCAM). Il est Senior Fellow de l'Oxford Martin School et a obtenu une maîtrise en 2010 de l'Université d'Oxford. Il a occupé plusieurs postes, dont celui de professeur invité à l'École polytechnique fédérale de Lausanne, à l'École normale supérieure (Paris) et à l'Université Pierre et Marie Curie. Il a également été titulaire de la bourse de professeur Timoshenko à l'Université de Stanford et de la Distinguished Rothschild Visiting Fellowship à l'Isaac Newton Institute.

## Recherche
Alain Goriely travaille dans le domaine des mathématiques appliquées et s'intéresse à un large éventail de problèmes incluant les systèmes dynamiques ; la mécanique de la croissance biologique ; la modélisation du cerveau, les fondements théoriques de la mécanique ; la dynamique des courbes, des nœuds et des tiges ; la modélisation du cancer ; le développement de nouveaux dispositifs photovoltaïques ; la modélisation des batteries lithium-ion et, plus généralement, l'étude et le développement de méthodes mathématiques pour les sciences appliquées.

### Équations différentielles et systèmes dynamiques
Dans sa recherche doctorale sur les singularités, la théorie de l'intégrabilité et les systèmes dynamiques, il a établi des liens entre les approches analytique et géométrique des équations différentielles en montrant que le comportement local des solutions d'équations différentielles en temps complexe est lié à leurs propriétés géométriques globales dans espace des phases. En particulier, il a développé de nouveaux tests pour prouver l'intégrabilité et la non-intégrabilité de systèmes d'équations différentielles et d'applications discrètes, basés sur les développements dits de Painlevé en temps complexe. De plus, il a dérivé une nouvelle forme de la distance de Melnikov à partir de la propriété locale de Painlevé qui peut être utilisée pour prouver l'existence de connexions homocliniques transversales, reliant ainsi directement la multivaleur locale en temps complexe à la dynamique chaotique en temps réel. Il a également donné des conditions suffisantes pour l'existence d'ensembles ouverts de conditions initiales conduisant à des singularités de temps fini que les cosmologistes utilisent pour explorer les singularités possibles dans les modèles cosmologiques, tel que l'univers de Friedmann relativiste général en expansion.

## Publications
Il est l'auteur de trois livres :
- Goriely A. Intégrabilité et non intégrabilité des systèmes dynamiques. Scientifique mondial ; 2001.
- Goriely A. Les mathématiques et la mécanique de la croissance biologique. Springer ; 2017
- Goriely A. Mathématiques appliquées : Une très courte introduction. Presse de l'Université d'Oxford ; 2017

Ses articles les plus cités sont :
- Eperon GE, Burlakov VM, Docampo P, Goriely A, Snaith HJ. Contrôle morphologique des cellules solaires à pérovskite à hétérojonction planaire à haute performance et traitées en solution. Matériaux fonctionnels avancés . 2014 janv.;24(1):151-7. Selon Google Scholar, il a été cité 1922 fois[7].
- Saidaminov MI, Abdelhady AL, Murali B, Alarousu E, Burlakov VM, Peng W, Dursun I, Wang L, He Y, Maculan G, Goriely A. Monocristaux de pérovskite hybride en vrac de haute qualité en quelques minutes par cristallisation à température inverse.Communications naturelles . 6 juillet 2015; 6(1):1-6. Selon Google Scholar, cet article a été cité 1159 fois [7]
- Noel NK, Abate A, Stranks SD, Parrott ES, Burlakov VM, Goriely A, Snaith HJ. Amélioration de la photoluminescence et des performances des cellules solaires via la passivation à base de Lewis de pérovskites aux halogénures de plomb organiques-inorganiques. ACS Nano . 28 octobre 2014 ; 8 (10) : 9815-21. Selon Google Scholar, cet article a été cité 1131 fois [7]
- Stranks SD, Burlakov VM, Leijtens T, Ball JM, Goriely A, Snaith HJ. Cinétique de recombinaison dans les pérovskites organiques-inorganiques : états d'excitons, de charge libre et de sous-gap. Examen physique appliqué . 11 septembre 2014 ; 2(3) : 034007. Selon Google Scholar, cet article a été cité 950 fois [7]
- Ben Amar M, Goriely A. Croissance et instabilité des tissus élastiques. Journal de la mécanique et de la physique des solides . 1er octobre 2005 ; 53(10) : 2284-319. Selon Google Scholar, cet article a été cité 353 fois [7]
- Goriely A, Geers MG, Holzapfel GA, Jayamohan J, Jérusalem A, Sivaloganathan S, Squier W, van Dommelen JA, Waters S, Kuhl E. Mechanics of the brain: perspectives, challenges, and Opportunities. Biomécanique et Modélisation en Mécanobiologie . 2015 oct;14(5):931-65. Selon Google Scholar, cet article a été cité 271 fois [7]
- Cangelosi R, Goriely A. Rétention des composants dans l'analyse des composants principaux avec application aux données de microarrays d'ADNc. Biologie directe . 2007 décembre ;2(1) :1-21. Selon Google Scholar, cet article a été cité 255 fois [7]